# 1949-es NAFC-bajnokság
Az 1949-es NAFC-bajnokság volt a torna második kiírása. A tornán három csapat vett részt, a győztes Mexikó lett.

## Mérkőzések
| 1949. szeptember 4. |

| Egyesült Államok | 0–6   | Mexikó                                                                     |
| ---------------- | ----- | -------------------------------------------------------------------------- |
|                  | (0–3) | Antonio Flores 20' Luis Luna 30' Luis de la Fuente 37' 55' 58' Septién 85' |

| Estadio de los Deportes Játékvezető: José Tapia (kubai) |

Mexikó: Raúl Córdoba, Felipe Zetter, Carlos Laviada(captain), José Antonio Roca, Mario Ochoa, Héctor Ortíz, Antonio Flores, Luis Luna, Horacio Casarín, Luis "Pirata" de la Fuente, Carlos Septién
USA: Frank Borghi, Ben Wattman, Manuel Martin, Walter Bahr, Charlie Colombo, Bill Sheppell, Frank Wallace, Jack Hynes, Pete Matevich, John Souza, Benny McLaughlin
| 1949. szeptember 11. |

| Mexikó                            | 2–0   | Kuba |
| --------------------------------- | ----- | ---- |
| Luis Luna 26' Horacio Casarín 57' | (1–0) |      |

| Játékvezető: Prudencio Garcia (amerikai) |

Mexikó: Raúl Córdoba, Jorge Romo, Carlos Laviada (captain), José Antonio Roca, Mario Ochoa, Héctor Ortíz, Antonio Flores, Luis Luna, Horacio Casarín, Luis "Pirata" de la Fuente, Carlos Septién
Kuba: Arozamena, Barquín, Llerandi, Ovide, J.Minsal, Torrent, Veiga, Fano, Gómez, Torres, Brioso
| 1949. szeptember 14. |

| Kuba           | 1–1   | Egyesült Államok  |
| -------------- | ----- | ----------------- |
| José Gómez 28' | (1–1) | Frank Wallace 23' |

| Estadio de los Deportes |

Kuba: Rolando Aguilar, Jacinto Barquin, Bernardo Llerandi, José Minsal, Marcelino Minsal, Francisco Torrent, Clerch, José Gómez, Ricardo Torres, Vicente Pérez, Manuel Briso
USA: Frank Borghi, Harry Keough, Manuel Martin, William Sheppell, Charlie Colombo, Walter Bahr, Frank Wallace, Jack Hynes, Peter Matevich, John Souza, Ben McLaughlin
| 1949. szeptember 18. |

| Mexikó                                                                             | 6–2   | Egyesült Államok               |
| ---------------------------------------------------------------------------------- | ----- | ------------------------------ |
| Héctor Ortíz 14' Horacio Casarín 23' 41' 76' Luis de la Fuente 47' Mario Ochoa 89' | (3–0) | John Souza 52' Ben Wattman 90' |

| Estadio de los Deportes Nézőszám: 54 500 Játékvezető: José Tapia (kubai) |

Mexikó: Melesio Osnaya, Jorge Romo, Carlos Laviada (captain), Héctor Ortíz, Mario Ochoa, José Antonio Roca, Antonio Flores, Francisco Hernández, Horacio Casarin, Luis de la Fuente, Carlos Septien
USA: Frank Borghi, Harry Keough, Manuel Martin, Bill Sheppell, Charlie Colombo, Walter Bahr, Frank Wallace, Jack Hynes, Ben Wattman, John Souza, Benny McLaughlin
| 1949. szeptember 21. |

| Egyesült Államok                                                       | 5–2   | Kuba                                   |
| ---------------------------------------------------------------------- | ----- | -------------------------------------- |
| Walter Bahr 16' John Souza 23' Pete Matevich 30' 35' Frank Wallace 48' | (4–1) | Jacinto Barquin 42' Santiago Veiga 50' |

| Estadio de los Deportes Nézőszám: 60 000 Játékvezető: José Tapia (kubai) |

USA: Frank Borghi, Harry Keough, Manuel Martin, Bill Sheppell, Charlie Colombo, Walter Bahr, Frank Wallace, Jack Hynes, Pete Matevich, John Souza, Benny McLaughlin
Kuba: Pedro Arosemana (Rolando Aguilar 40'), Jacinto Barquin, Bernardo Llerandi, José Ovide, José Minsal, Francisco Torrent, Santiago Veiga, José Gómez, Ricardo Torres, Angel Valdes, Manuel Brioso
| 1949. szeptember 25. |

| Mexikó                                  | 3–0   | Kuba |
| --------------------------------------- | ----- | ---- |
| José Naranjo 44' 88' Antonio Flores 58' | (1–0) |      |

| Estadio de los Deportes Játékvezető: Prudencio Garcia (amerikai) |

Mexikó: Melesio Osnaya, Felipe Zetter, Gregorio "Tepa" Gómez, Alfonso Montemayor (captain), Samuel Cuburu, Raúl Varela, Antonio Flores, José Naranjo, Mario "Flaco" Pérez, Luis Vázquez, Enrique Sesma
Kuba: Aguilar, Barquín, Llerandi, Ovide, J.Minsal, Torrent, Veiga, Pérez, Gómez, Torres, Valdés

## Góllövőlista
4 gól
- Horacio Casarín
- Luis de la Fuente

2 gól
- Antonio Flores
- Luis Luna
- José Naranjo
- Pete Matevich
- John Souza
- Frank Wallace

1 gól
- Jacinto Barquin
- José Gómez
- Santiago Veiga
- Mario Ochoa
- Héctor Ortíz
- Carlos Septien
- Walter Bahr
- Ben Wattman

## Külső hivatkozások
- Eredmények az RSSSF weboldalán